# 심은하
심은하(沈銀河, 1972년 9월 23일 ~ )는 대한민국의 배우이다.

## 생애
1993년 MBC 탤런트 22기 공채시험에 합격하였다. 이후에 1993년 MBC 드라마 《한지붕 세가족》으로 데뷔하였고, 1994년 MBC 드라마 《마지막 승부》에서 정다슬 역으로 출연하면서 대중적 큰 인기를 얻기 시작하였다. 이후 여러 TV드라마와 영화에 출연하며 연기력을 인정받았고, 인기가 있었다.
하지만, 2000년 영화 《인터뷰》를 끝으로 배우로서 연기 활동을 은퇴했다. 이후에 2005년 당시 연세대학교 국제대학원 연구교수였던 지상욱과 결혼했고, 결혼 이후 남편이 정치인이 되면서 정치인의 아내로 공식석상에 얼굴을 보였다.

## 학력
- 서울대왕국민학교 졸업
- 창곡여자중학교 졸업
- 성일여자고등학교 졸업
- 한국방송통신대학교 문화교양학과[1]

## 연기 활동

### 텔레비전 드라마
- 1993년 MBC 일요아침드라마 《한지붕 세가족》 ... 유지희 역
- 1994년 MBC 미니시리즈 《마지막 승부》 (16부작) ... 정다슬 역
- 1994년 MBC 베스트극장 《작은 도둑》 (단막극, 1부작) ... 이정은 역
- 1994년 MBC 납량 특집 드라마《M》 (10부작) ... 박마리, 김주리, M 역 ( 1인  3역 출연 )
- 1994년 ~ 1995년 MBC 주말연속극 《여울목》 (52부작) ... 나승리 역
- 1995년 MBC 미니시리즈 《호텔》 ... 영화배우 역 (1부에 카메오 출연)
- 1995년 MBC 수목드라마 《숙희》 (51부작) ... 김숙희 역
- 1996년 MBC 미니시리즈 《1.5》 (16부작) ... 차혜경 역
- 1996년 KBS1 신TV문학관 《천지간》 (단막극, 1부작) ... 여인 역
- 1996년 ~ 1997년 MBC 주말연속극 《사랑한다면》 (42부작) ... 김영희 역
- 1997년 SBS 주말특별기획 《아름다운 그녀》 (16부작) ... 유선영 역
- 1997년 SBS 70분드라마 《나는 원한다》 (단막극, 1부작) ... 홍영기 역
- 1998년 SBS 창사8주년 특별기획드라마 《백야 3.98》 (20부작) ... 아나스타샤 장 역
- 1999년 SBS 드라마스페셜 《청춘의 덫》 (24부작) ... 서윤희 역

### 영화
- 1992년 《고독한 실력자》 ... 설아 역
- 1995년 《아찌 아빠》 ... 남유리 역
- 1996년 《본 투 킬》 ... 정수하 역
- 1998년 《8월의 크리스마스》 ... 김다림 역
- 1998년 《미술관 옆 동물원》 ... 이춘희 역
- 1999년 《이재수의 난》 ... 일숙화 역
- 1999년 《텔 미 썸딩》 ... 채수연 역
- 2000년 《인터뷰》 ... 이영희 역

## 연기 외 활동

### 텔레비전 프로그램
- 1994년 MBC 《토요일! 토요일은 즐거워》 ... 진행

### 라디오 프로그램
- 2014년 ~ 2015년 극동방송 FM 《심은하와 차 한잔을》 ... 진행

### 광고
- 1993년 롯데제과 허쉬 키세스 (초콜릿)
- 1994년 해태아이스 프리미엄 부라보콘 (아이스크림)
- 1994년 해태아이스 후레쉬메론 (아이스크림)
- 1994년 동아오츠카 포카리스웨트 (음료)
- 1994년 해태제과식품 쟈피 (과자)
- 1994년 동서식품 맥스웰 카페리쉬, 레규라 (캔커피)
- 1995년 신원 씨 (의류)
- 1995년 해태제과식품 크렉스 (과자)
- 1995년 ~ 1996년 한국화장품 템테이션
- 1997년 ~ 1998년 인디에프 조이너스 (의류)
- 1997년 ~ 2001년 한국화장품 칼리
- 1998년 한국지엠 레간자 (자동차)
- 1999년 광동제약 썬키스트 컨츄리주스 (음료)
- 2000년 동서식품 맥심 모카골드 (커피)
- 2000년 동서식품 맥심 (커피)
- 2000년 ~ 2001년 LG전자 디오스 (냉장고)

## 수상 및 후보
| 연고 | 시상식                      | 부문                       | 작품             | 결과 |
| ---- | --------------------------- | -------------------------- | ---------------- | ---- |
| 1994 | 제30회 백상예술대상         | TV부문 여자 신인연기상     | 마지막 승부      | 수상 |
| 1994 | 제12회 베스트 드레서 시상식 | 탤런트부문 백조상          | 마지막 승부      | 수상 |
| 1994 | MBC 방송대상                | 여자 신인연기상            | 마지막 승부, M   | 수상 |
| 1996 | 제34회 대종상               | 신인여우상                 | 본 투 킬         | 후보 |
| 1996 | 제17회 청룡영화상           | 여우주연상                 | 본 투 킬         | 후보 |
| 1997 | 제33회 백상예술대상         | 영화부문 여자 최우수연기상 | 본 투 킬         | 후보 |
| 1997 | 제31회 조세의 날 기념식     | 모범납세자 부총리 표창     | 빈칸             | 수상 |
| 1998 | 제34회 백상예술대상         | 영화부문 여자 최우수연기상 | 8월의 크리스마스 | 수상 |
| 1998 | 제18회 한국영화평론가협회상 | 여우주연상                 | 8월의 크리스마스 | 수상 |
| 1998 | 제1회 디렉터스 컷 시상식    | 올해의 여자연기자상        | 8월의 크리스마스 | 수상 |
| 1998 | 제19회 청룡영화상           | 여우주연상                 | 8월의 크리스마스 | 수상 |
| 1998 | 제19회 청룡영화상           | 인기스타상                 | 8월의 크리스마스 | 수상 |
| 1998 | 씨네21 영화상               | 올해의 여자배우            | 8월의 크리스마스 | 수상 |
| 1998 | SBS 연기대상                | 여자 최우수연기상          | 백야 3.98        | 후보 |
| 1999 | 제35회 백상예술대상         | TV부문 여자 최우수연기상   | 청춘의 덫        | 수상 |
| 1999 | 제35회 백상예술대상         | 영화부문 여자 최우수연기상 | 미술관 옆 동물원 | 후보 |
| 1999 | 제36회 대종상               | 여우주연상                 | 미술관 옆 동물원 | 수상 |
| 1999 | 제36회 대종상               | 여자 인기상                | 미술관 옆 동물원 | 수상 |
| 1999 | 제20회 청룡영화상           | 여우주연상                 | 텔 미 썸딩       | 후보 |
| 1999 | 제20회 청룡영화상           | 인기스타상                 | 텔 미 썸딩       | 수상 |
| 1999 | SBS 연기대상                | 대상                       | 청춘의 덫        | 수상 |
| 1999 | SBS 연기대상                | 여자 최우수연기상          | 청춘의 덫        | 후보 |
| 1999 | SBS 연기대상                | 네티즌 최고 인기상         | 청춘의 덫        | 수상 |
| 1999 | SBS 연기대상                | 10대 스타상                | 청춘의 덫        | 수상 |
| 2000 | 제36회 백상예술대상         | 영화부문 여자 최우수연기상 | 텔 미 썸딩       | 후보 |
| 2000 | 제37회 대종상               | 여우주연상                 | 텔 미 썸딩       | 후보 |
| 2000 | 제37회 대종상               | 여자 인기상                | 텔 미 썸딩       | 수상 |
| 2000 | 제23회 황금촬영상           | 최우수 인기여우상          | 텔 미 썸딩       | 수상 |
| 2000 | 제1회 한국영화축제          | 관객들이 뽑은 여자연기상   | 텔 미 썸딩       | 수상 |
| 2000 | 제1회 대한민국 영상대전     | 영화배우부문 포토제닉상    | 텔 미 썸딩       | 수상 |
| 2000 | 제21회 청룡영화상           | 여우주연상                 | 인터뷰           | 후보 |
| 2000 | SBS 연기대상                | 창사10주년 기념 빅스타상   | 청춘의 덫        | 수상 |
| 2001 | 제38회 대종상               | 여자 인기상                | 인터뷰           | 수상 |